# Vincenz Brehm
Vincenz Brehm (* 1. Jänner 1879 in Duppau, Böhmen; † 18. Mai 1971 in Lunz) war ein österreichischer Biologe und Tiergeograph.

## Leben

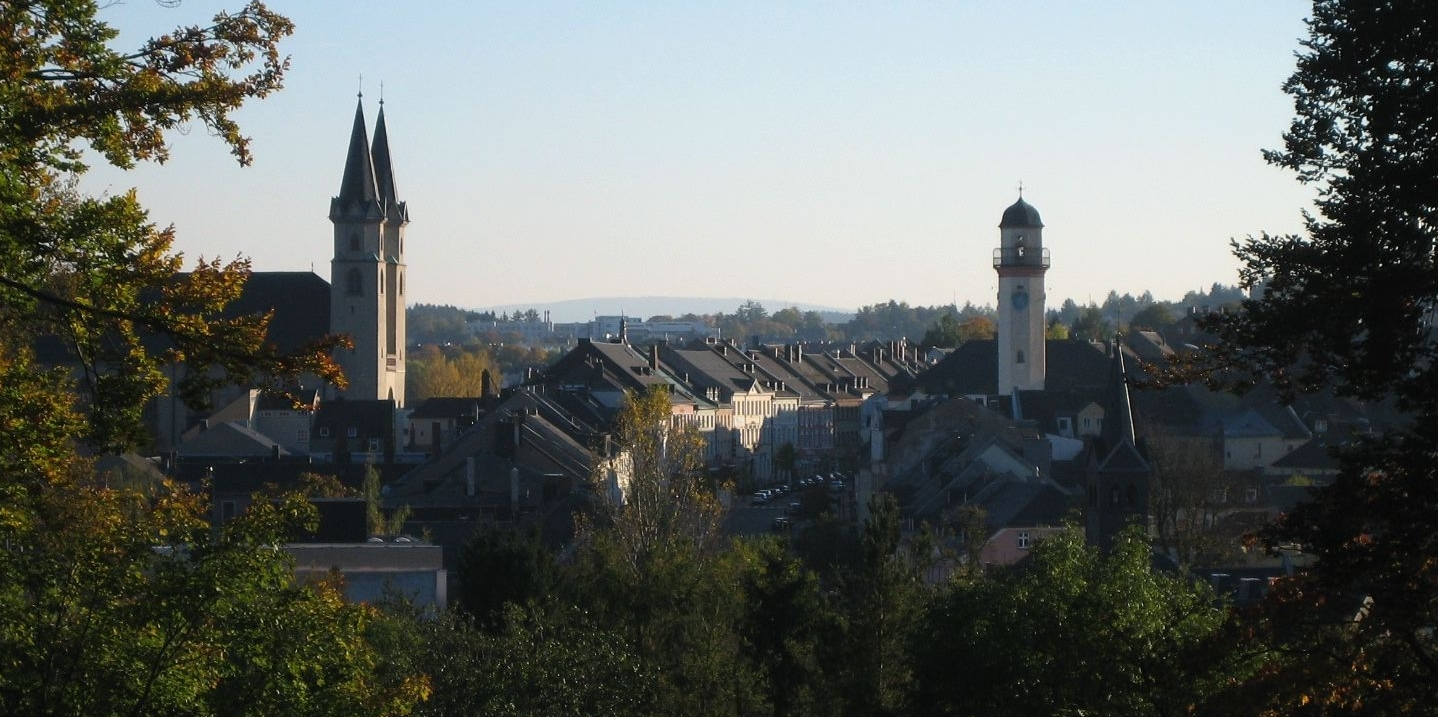
Kam Hof in Sicht, wusste Brehm, dass er für einige Zeit wieder dem grauen Eger entflohen war.

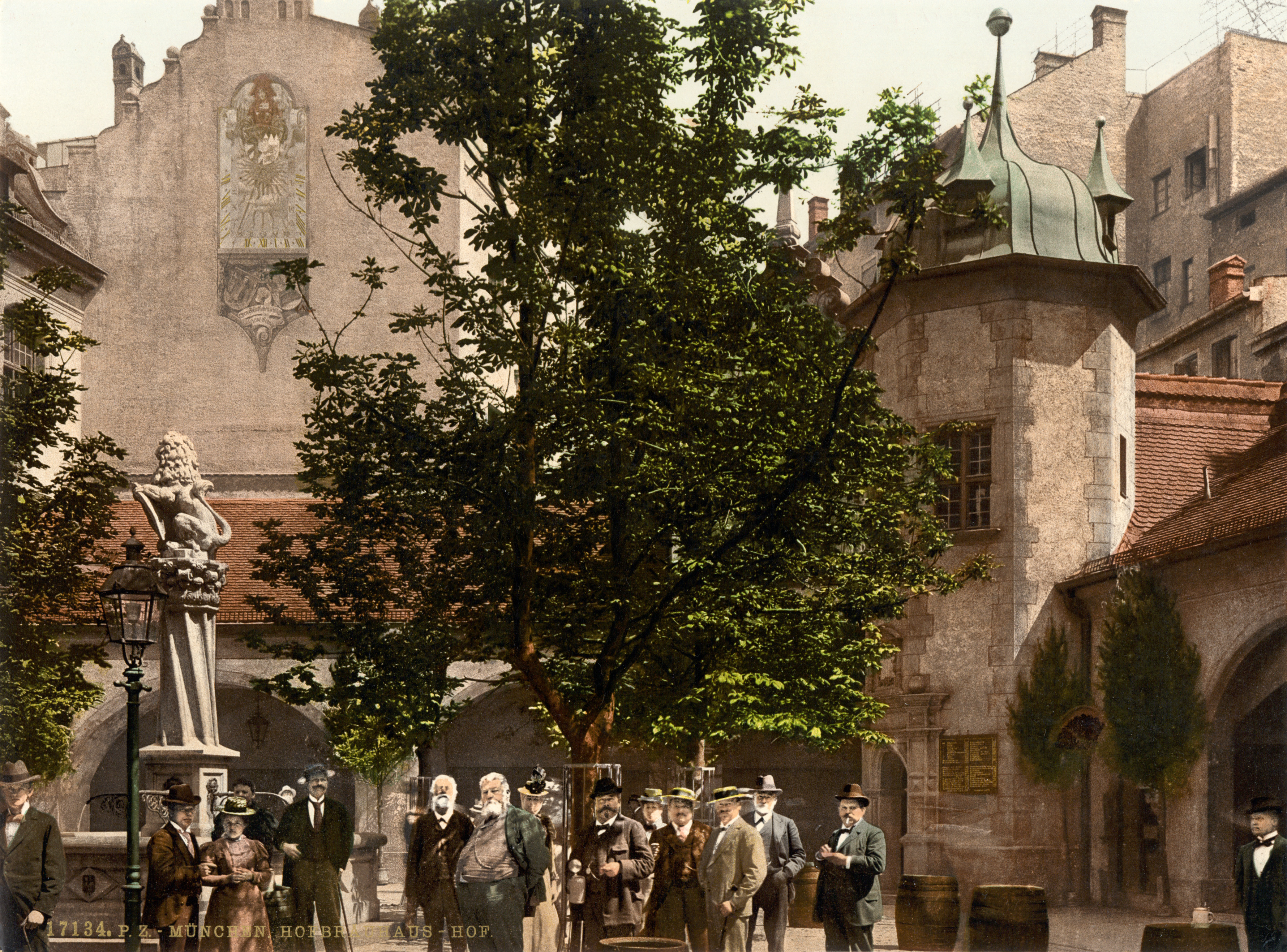
Der Garten des Münchner Hofbräuhauses am Platzl, das noch gar nicht lange stand (1887), war ein beliebtes Ziel Brehms ab 1900.

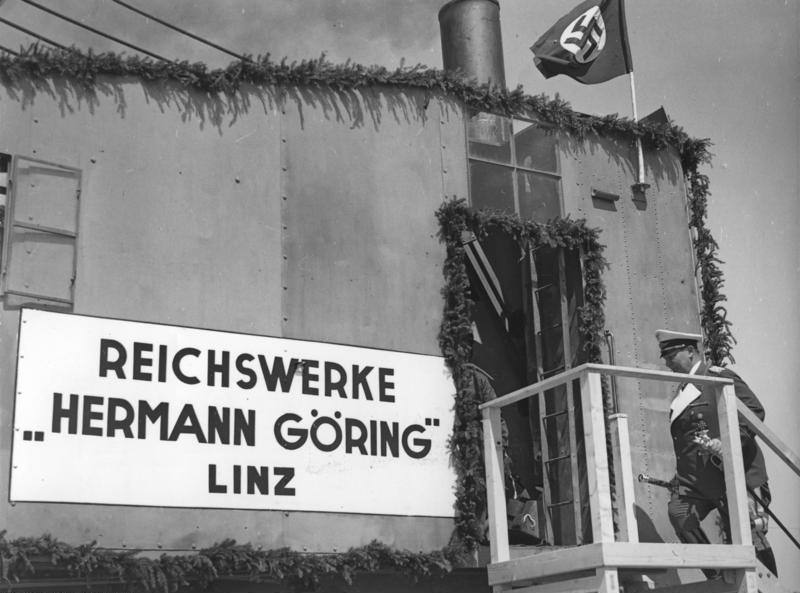
Die Nationalsozialisten „veroschklivierten“ (verschandelten, von tschech. ošklivý „hässlich“) ab 1938 Linz mit ihren „Hermann-Göring-Werken“, sagte Brehm.

Sein Vater (dessen Familie aus Chiesch stammte) war Notar in Duppau, Tachau, Bad Königswart, Elbogen. Die Mutter stammte aus Mies (Stříbro). Vincenz maturierte (mit Auszeichnung) in Eger. Danach belegte er ein Studium der Naturwissenschaften und Mathematik in Innsbruck. Die Dissertation schrieb er 1902 über das Plankton des Achensees. Danach war er Gymnasiallehrer in Pettau, Elbogen und Eger, wo er von 1910 bis 1940 lebte, obwohl ihm diese Stadt unsympathisch war. In seiner Freizeit war er gern in München, Tirol oder Lunz – als freier Mitarbeiter der Biologischen Station bearbeitete er hier ab 1906 (und bald weltweit) die Plankton-Krebse (besonders Onychura, Copepoda und Ostracoda). In Wien war er nur einmal – dienstlich im Jahre 1922 – und fand es unwirtlich und „kalt“.
Wie viele seiner Zeitgenossen vermochte der mechanistische Darwinismus ihn nicht zu befriedigen – er war Vitalist und begeisterter Anhänger von Hans Driesch. Die Ausdehnung des Naturgeschichte- oder Biologie-Unterrichts durch die Nationalsozialisten erfüllten ihn mit Zorn und riefen seinen Spott hervor, da er von deren „Erbbiologie“ überhaupt nichts hielt und wegen Mangels an Fachlehrern 1939 nicht endlich in Pension gehen konnte, sondern für ein weiteres Jahr „zwangs“verpflichtet wurde. Schon lange beabsichtigte er, zur Pension nach Kufstein (auf halbem Wege zwischen Innsbruck und München) zu übersiedeln, aber 1940 war dort keine Wohnung mehr aufzutreiben.
Er war – nicht zuletzt durch Vergleiche der Verbreitungsgebiete von Copepoden wie z. B. Boeckella – bald Anhänger der Wegenerschen Kontinentaldrift-Lehre geworden und hatte ein größeres Manuskript dazu ziemlich druckfertig, als er November 1944 Eger zum letzten Mal (Richtung Lunz) verließ. Er ließ dieses Manuskript aber liegen – gleichsam aus Trotz gegen die Nationalsozialisten, die ja diese Situation heraufbeschworen hatten –, zugleich mit seiner wertvollen Briefmarkensammlung, die ihn und seine Frau Grete (1890–1959) vor der nun folgenden Mittellosigkeit bewahrt hätte. Beides ging trotz der Bemühung tschechischer Kollegen verloren. Erst 1953 erhielt er seine Pension nachbezahlt. In den 1960er Jahren erlebte er mit Genugtuung den Beginn der „Plattentektonik“, also z. B. der Akzeptanz der „Gondwana“, für die er seine tiergeografischen „Beweise“ ja längst hatte.
Als Autor schrieb Brehm – ein Neffe des Bruno Brehm, der ihm aber geistig fremd blieb – zwei Mittelschullehrbücher, zwei Limnologie-Einführungen (1925, 1930) und zahlreiche Fachartikel (über 250 sind dokumentiert). Gerne hervorgetreten wäre er mit einer Biographie der Lola Montez und einem Führer durch die Münchner Wirtshaus- und Unterhaltungsszene, aber ersteres Thema wurde ihm weggeschnappt und auf letzteres verging ihm nach 1938 die Lust, wie er in seiner Autobiographie von 1952 mitteilt.
Typenmaterial zu seinen zahlreichen Neu-Beschreibungen von „Entomostraken“, also „niedrigen“ Crustacea, aufzubewahren war seine Sache nicht. Da aber in Lunz noch Proben vorhanden waren, die mögliche Lectotypen enthalten könnten, veranlasste der Prager Limnologe Vladimir Kořinek 1988 die Überführung dieses Materials an das British Museum of Natural History in London.